# Henry Barwell

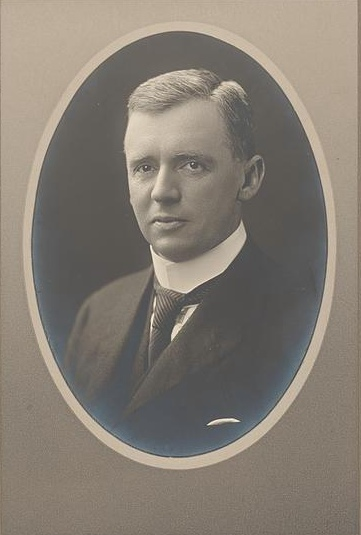
Henry Barwell (1910)

The Hon Sir Henry Newman Barwell, KCMG (* 26. Februar 1877 in Adelaide, South Australia; † 30. September 1959 in Unley Park, South Australia) war ein australischer Politiker der Liberal Union sowie der Liberal Federation, der unter anderem von 1915 bis 1925 Mitglied des South Australian House of Assembly sowie zwischen 1920 und 1924 Premierminister von South Australia war. Er war zudem von 1925 bis 1928 Mitglied des Bundessenats und daraufhin zwischen 1928 und 1933 Generalagent und damit Vertreter von South Australia im Vereinigten Königreich.

## Leben

### Rechtsanwalt, Abgeordneter und Minister
Henry Newman Barwell, Sohn von Henry Charles Barwell, absolvierte nach dem Schulbesuch in Adelaide ein Studium der Rechtswissenschaften an der University of Adelaide, welches er 1899 mit einem Bachelor of Laws (LLB) beendete. Nach seiner Zulassung war er als Rechtsanwalt (Barrister) tätig. 1908 wurde er vom Königreich Schweden zum Vize-Honorarkonsul für Port Pirie ernannt. Als selbstbewusster und kompromissloser Konservativer innerhalb der Liberal Union wurde er als Nachfolger des für einen anderen Wahlkreis kandidierenden früheren Parlamentssprechers Harry Jackson im Wahlkreis Stanley am 27. März 1915 erstmals Mitglied der South Australian House of Assembly gewählt, des Unterhauses des Parlaments von South Australia. Er vertrat diesen Wahlkreis zehn Jahre lang bis zu seinem Mandatsverzicht am 17. Dezember 1925, woraufhin John Lyons vom Liberal Country Pact diesen Wahlkreis gewann.
Am 14. Juli 1917 wurde Barwell in die dritte Regierung von Premier Archibald Peake berufen und bekleidete in dieser bis zum 27. August 1917 die Ämter als Industrieminister (Minister of Industry) sowie zugleich als Generalstaatsanwalt (Attorney-General). Nach einer Umbildung der dritten Regierung Peake fungierte er in diesem zwischen dem 29. April 1918 und dem 8. April 1920 abermals als Industrieminister und Generalstaatsanwalt.

### Premierminister von South Australia und Oppositionsführer

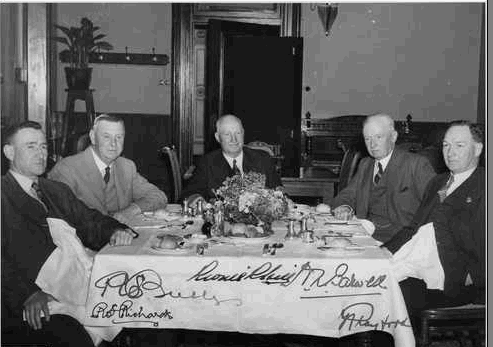
Die ehemaligen Premiers von South Australia Robert Richards, Sir Richard Layton Butler, Lionel Hill, Sir Henry Barwell und Amtsinhaber Sir Thomas Playford IV bei einem Treffen (1940).

Nach dem Tode von Premier Peake am 6. April 1920 wurde Henry Barwell dessen Nachfolger als Vorsitzender der Liberal Union sowie am 8. April 1920 selbst Premierminister von South Australia. In seiner Regierung bekleidete er zugleich zwischen dem 8. April 1920 und dem 16. April 1920 abermals das Amt des Generalstaatsanwalts. Bei den Wahlen am 9. April 1921 gewann seine Liberal Union mit 140.229 Stimmen (34,9 Prozent) drei Sitze hinzu und verfügte damit über eine komfortable absolute Mehrheit von 25 der 46 Sitze in der Legislativversammlung. Für seine Verdienste wurde er am 3. Juni 1922 als Knight Commander des Order of St Michael and St George (KCMG) nobilitiert, wodurch er fortan das Prädikat „Sir“ führte. Nach der Auflösung der Liberal Union wurde er am 16. Dezember 1923 Gründungsvorsitzender der daraus hervorgegangenen Liberal Federation.
Während seiner gesamten Amtszeit betonte Barwell die Notwendigkeit eines schlanken Staates und einer „Zurückhaltung“ (restraint) bei den Löhnen. Er war auch für große Ausgaben von fast fünf Millionen Pfund Sterling für die maroden Staatsbahnen Südaustraliens verantwortlich. Insgesamt war seine Regierung jedoch unpopulär, insbesondere unter den Arbeitern. Infolgedessen unterlag seine Regierung bei den Wahlen am 5. April 1924 deutlich der Australian Labor Party. Während Barwells Liberale mit 165.802 Stimmen (41,7 Prozent) acht Sitze verlor und nur noch auf 17 Mandate kam,  gewann die Labor Party unter ihrem Spitzenkandidaten John Gunn 192.256 Wählerstimmen (48,35 Prozent) und mit einem Zuwachs von elf Mandaten eine absolute Mehrheit von 27 der 46 Mandate des South Australian House of Assembly gewann. Gunn wurde daraufhin am 16. April 1924 neuer Premier, während Barwell Oppositionsführer in der Legislativversammlung wurde. Am 11. Juli 1924 wurde ihm der Titel The Honourable auf Lebenszeit verliehen. Mit seinem Mandatsverzicht am 17. Dezember 1925 übergab er zugleich die Funktionen als Parteivorsitzender und Oppositionsführer an Richard Layton Butler.

### Bundessenator, Generalagent im Vereinigten Königreich und spätere Ämter

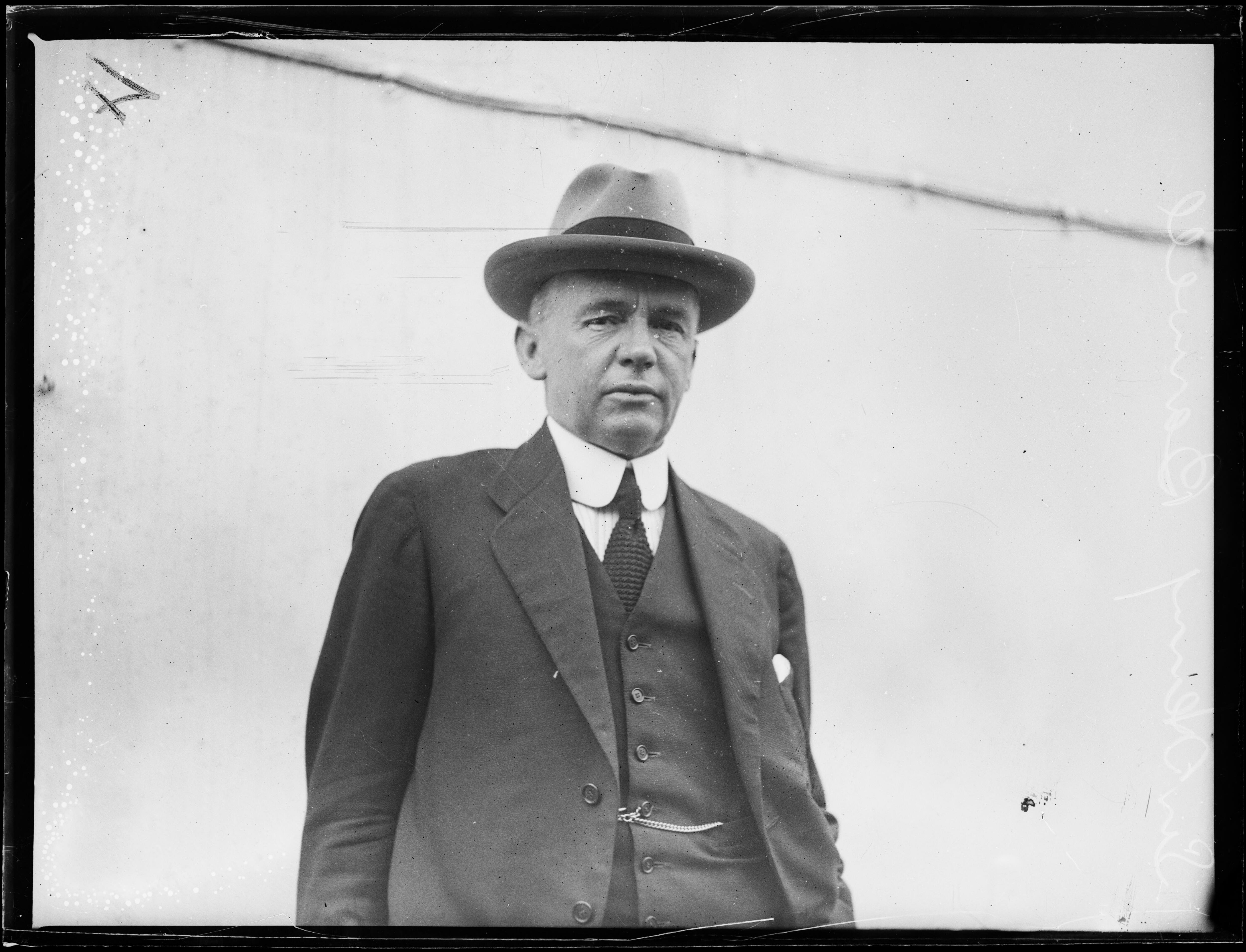
Sir Henry Barwell (1930er Jahre)

Nach seinem Ausscheiden aus der Legislativversammlung wurde Henry Barwell für die Nationalist Party of Australia am 18. Dezember 1925 gemäß Artikel 15 der Verfassung von Australien als Nachfolger des am 4. Dezember 1925 verstorbenen James O’Loghlin zum Mitglied des Bundessenats ernannt, des Oberhauses des Australischen Parlaments. Er gehörte diesem als Vertreter von South Australia bis zu seinem Mandatsverzicht am 22. März 1928 an und wurde daraufhin von Albert Robinson abgelöst.
Nachdem Barwell am 28. März 1928 aus dem Bundessenat ausgeschieden war, wurde er im April 1928 als Nachfolger von John Price zum Generalagenten und damit Vertreter von South Australia im Vereinigten Königreich ernannt. Er bekleidete dieses Amt bis 1933 und wurde im Anschluss von Lionel Hill abgelöst, der von 1926 bis 1927 sowie erneut zwischen 1930 und 1933 ebenfalls als Premier von South Australia fungierte. Nach Beendigung seiner Amtszeit als Generalagent lebte er zunächst weiter im Vereinigten Königlreich und nahm als Bowlsspieler für Australien an den British Empire Games 1934 teil.
Nach seiner Rückkehr nach South Australia 1940 übernahm Sir Henry Barwell zahlreiche Funktionen innerhalb dieses Bundesstaates. Er war unter anderem Präsident der Bergbauschule (Port Pirie School of Mines) und des Instituts für Maschinenbau (Mechanics’ Institute) sowie Vorsitzender des Verwaltungsrates des Wohltätigkeitsfonds (Charitable Funds in South Australia). Weiterhin war er Vorstandsmitglied des Wohnungsbaufonds South Australia Housing Trust, des Royal Adelaide Hospital und des Instituts für Medizin und Veterinärwissenschaften (South Australian Institute of Medical and Veterinary Science). Aus seiner 1902 geschlossenen Ehe mit Anne Webb gingen ein Sohn und drei Töchter hervor.